# Книга за Јов
„Книга за Јов” је југословенски и македонски ТВ филм из 1969. године. Режирао га је Љубиша Георгијевски а сценарио је написао Богомил Ђузел.

## Улоге
| Глумац         | Улога |
| -------------- | ----- |
| Мите Грозданов |       |
| Јон Исаја      |       |
| Крум Стојанов  |       |